# Jewgienij Korieszkow
Jewgienij Giennadjewicz Korieszkow, ros. Евгений Геннадьевич Корешков (ur. 11 marca 1970 w Ust-Kamienogorsku, Kazachska SRR) – kazachski hokeista, reprezentant Kazachstanu, dwukrotny olimpijczyk. Trener hokejowy.

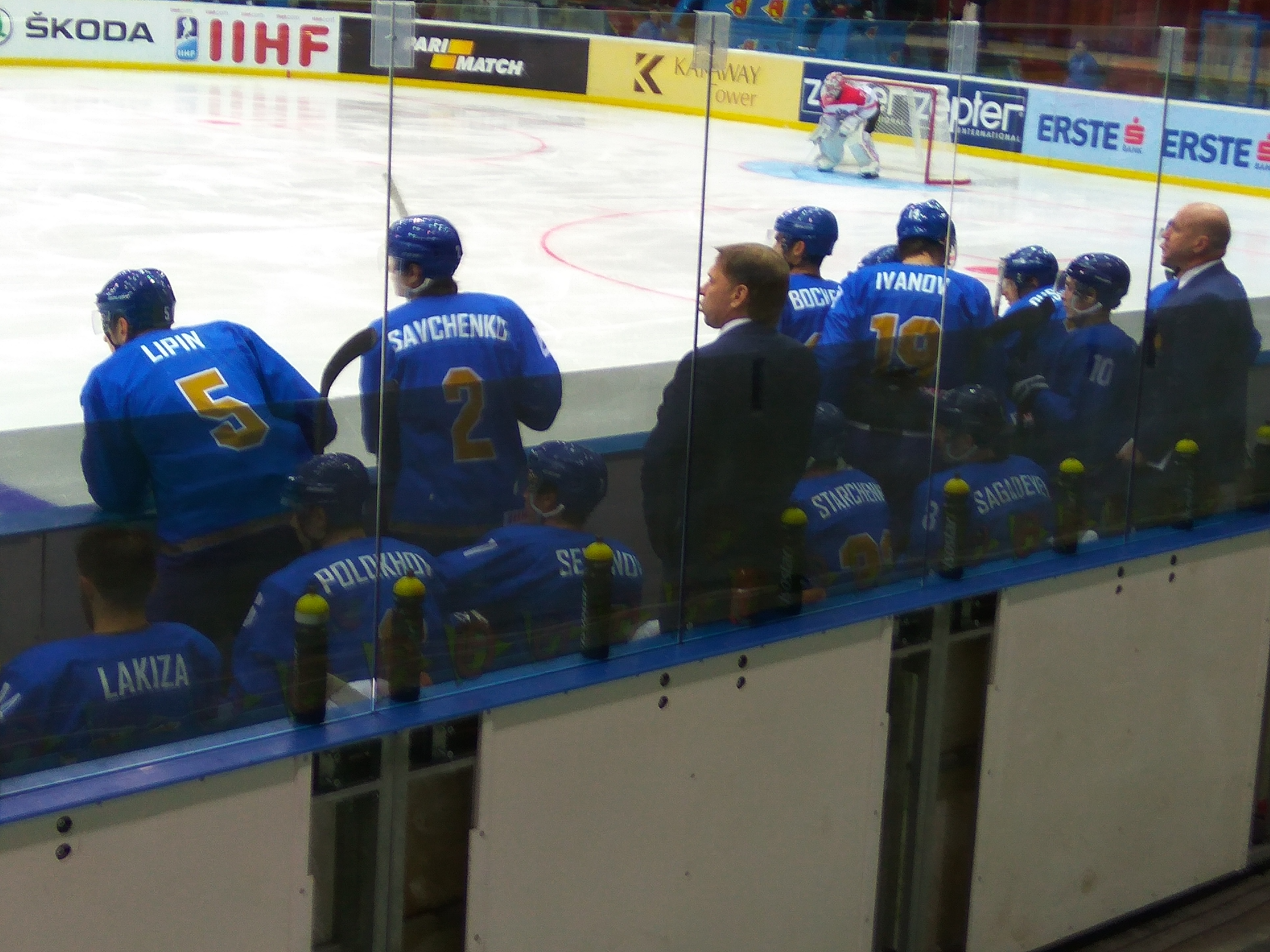
Jewgienij Korieszkow (w środku) jako asystent trenera Kazachstanu podczas MŚ 2017

## Kariera zawodnicza
- Łada Togliatti (1991-1992)
- Torpedo Ust-Kamienogorsk (1992-1994)
- Mietałłurg Magnitogorsk (1994-2004)
- Sibir Nowosybirsk (2004-2005)
- Siewierstal Czerepowiec (2005)
- Mieczeł Czelabińsk (2005)
  -  Mieczeł 2 Czelabińsk (2005)
- Kazcynk-Torpedo (2005-2006)
- HC Martigny (2006-2007)

Wychowanek Torpedo Ust-Kamienogorsk. Wieloletni zawodnik tego klubu oraz rosyjskiego Mietałłurga Magnitogorsk. Karierę zawodniczą zakończył w 2007 roku po występach w klubie HC Martigny w szwajcarskich rozgrywkach National League B.
Wielokrotny reprezentant kraju. Uczestniczył w turniejach mistrzostw świata w 1993 (Grupa C), 1994 (Grupa C), 1998, 2003 (Dywizja I), 2004, 2005, 2006, 2007 oraz na zimowych igrzyskach olimpijskich 1998, 2006.
Po zakończeniu kariery zawodniczej został trenerem hokejowym. Od 2009 roku jest szkoleniowcem drużyny Stalnyje Lisy Magnitogorsk, występującej w rosyjskich juniorskich rozgrywkach Mołodiożnaja Chokkiejnaja Liga (MHL). Corocznie zdobywa z nią medale mistrzostw. Współpracuje z reprezentacją Kazachstanu do lat 20. Podczas mistrzostw świata juniorów w 2011 Dywizji I Grupy B i 2013 Dywizji I Grupy B był asystentem trenera.
Rodzina Korieszkow pochodzi z rosyjskiego Omska. Jego starsi bracia Igor (ur. 1966), Dmitrij (ur. 1967) i Aleksandr (ur. 1968) także byli hokeistami. Hokeistą został także jego bratanek (syn Igora), Rostisław (ur. 1989).
Największe sukcesy odnosili Aleksandr i Jewgienij, którzy niezmiennie wspólnie występowali w kolejnych klubach przez 12 lat od 1992 do 2004 roku.

## Kariera trenerska
- Stalnyje Lisy Magnitogorsk (2009-2013), główny trener
- Mietałłurg Magnitogorsk (2013), asystent trenera
- Rosja do lat 20 (2014-2015), asystent trenera
- Barys Astana (2015-2017), p.o. głównego trenera, asystent
- Reprezentacja Kazachstanu (2015-2017), asystent
- Barys Astana (2017), główny trener
- CSKA Moskwa (2018-2021), asystent trenera
- SKA Sankt Petersburg (2022-), asystent trenera

Po zakończeniu gry został trenerem. Do 2013 był szkoleniowcem juniorskiej drużyny Stalnyje Lisy Magnitogorsk w rozgrywkach MHL. Od marca do listopada 2013 był asystentem trenera w Mietałłurgu Magnitogorsk. Został asystentem trenera Rosji juniorów w turnieju mistrzostw świata juniorów do lat 20 edycji 2015. Pełnił funkcję asystenta szkoleniowca kadry Kazachstanu podczas turnieju mistrzostw świata 2016. W maju 2017 mianowany pierwszym trenerem Barysu. Wraz z początkiem stycznia 2018 zwolniony z tej posady. W maju 2018 został zaangażowany do sztabu trenerskiego CSKA Moskwa. W lipcu 2022 potwierdzono jego udział w sztabie trenera Romana Rotenberga w SKA Sankt Petersburg.

## Sukcesy
Reprezentacyjne
- Awans do MŚ Elity: 2003
- Srebrny medal zimowych igrzysk azjatyckich: 2007

Klubowe
- Złoty medal mistrzostw Kazachstanu: 1993, 1994 z Torpedo Ust'-Kamienogorsk
- Srebrny medal mistrzostw Kazachstanu: 2006 z Kazcynk-Torpedo
- Złoty medal mistrzostw Rosji: 1999, 2001 z Mietałłurgiem Magnitogorsk
- Srebrny medal mistrzostw Rosji: 1998, 2004 z Mietałłurgiem Magnitogorsk
- Brązowy medal mistrzostw Rosji: 1995, 1997, 2000, 2002 z Mietałłurgiem Magnitogorsk
- Puchar Rosji: 1998 z Mietałłurgiem Magnitogorsk
- Mistrzostwo Europejskiej Ligi Hokejowej: 1999, 2000 z Mietałłurgiem Magnitogorsk

Indywidualne
- Mistrzostwa Świata w Hokeju na Lodzie 1994#Grupa C[13]:
  - Pierwsze miejsce w klasyfikacji asystentów turnieju: 10 asyst
  - Pierwsze miejsce w klasyfikacji kanadyjskiej turnieju: 16 punktów
- Liga rosyjska 1994/1995:
  - Nagroda „Najlepsza Trójka” dla tercetu najskuteczniejszych strzelców ligi (oraz Aleksandr Koreszkow i Konstantin Szafranow) – łącznie 83 gole
- Liga rosyjska 1996/1997:
  - Pierwsze miejsce w klasyfikacji kanadyjskiej w fazie play-off: 12 punktów
  - Złoty Kij – Najbardziej Wartościowy Gracz (MVP) rundy zasadniczej
  - Złoty Kask (przyznawany sześciu zawodnikom wybranym do składu gwiazd sezonu)
- Liga rosyjska 1998/1999:
  - Złoty Kij – Najbardziej Wartościowy Gracz (MVP) rundy zasadniczej
  - Złoty Kask (przyznawany sześciu zawodnikom wybranym do składu gwiazd sezonu)
  - Nagroda „Najlepsza Trójka” dla tercetu najskuteczniejszych strzelców ligi (oraz Aleksandr Koreszkow i Rawil Gusmanow) – łącznie 62 gole
  - Nagroda Ryderze Ataku (dla zdobywcy największej ilości hat-tricków)[14]
- Puchar Rosji 1998/1999:
  - Pierwsze miejsce w klasyfikacji kanadyjskiej: 43 punkty
  - Pierwsze miejsce w klasyfikacji strzelców: 25 goli
- Superliga rosyjska w hokeju na lodzie (1999/2000):
  - Złoty Kask (przyznawany sześciu zawodnikom wybranym do składu gwiazd sezonu)
- Superliga rosyjska w hokeju na lodzie (2000/2001):
  - Nagroda „Najlepsza Trójka” dla tercetu najskuteczniejszych strzelców ligi (oraz Aleksandr Koreszkow i Jurij Kuzniecow) – łącznie 66 goli
  - Mecz Gwiazd Superligi
- Mistrzostwa Świata w Hokeju na Lodzie 2003/I Dywizja Grupa A:
  - Pierwsze miejsce w klasyfikacji strzelców turnieju: 6 goli[15]
  - Czwarte miejsce w klasyfikacji asystentów turnieju: 5 asyst[16]
  - Pierwsze miejsce w klasyfikacji kanadyjskiej turnieju: 11 punktów[17]
  - Trzecie miejsce w klasyfikacji +/− turnieju: +9[18]

Wyróżnienia
- Najlepszy hokeista roku w Kazachstanie: 1994, 2003, 2006

Rekord
- 1000 punktów w klasyfikacji kanadyjskiej w rozgrywkach mistrzowskich wraz z bratem Aleksandrem: 2004

Szkoleniowe
- Puchar Charłamowa – mistrzostwo MHL: 2011 ze Stalnyje Lisy Magnitogorsk
- Złoty medal MHL: 2010 ze Stalnyje Lisy Magnitogorsk
- Srebrny medal MHL: 2011 ze Stalnyje Lisy Magnitogorsk
- Brązowy medal MHL: 2012 ze Stalnyje Lisy Magnitogorsk
- Trener podczas Meczu Gwiazd MHL: 2011, 2012
- Puchar Kontynentu: 2019 z CSKA Moskwa
- Puchar Gagarina – mistrzostwo KHL: 2019, 2022 z CSKA Moskwa
- Złoty medal mistrzostw Rosji: 2019, 2020, 2022 z CSKA Moskwa